# Tadeusz Sieczka
Tadeusz Sieczka (ur. 25 stycznia 1902 w Łodzi, zm. w czerwcu 1941 najprawdopodobniej zamordowany w Mińsku na Białorusi) – uczestnik wojny polsko-bolszewickiej, kapłan archidiecezji wileńskiej Kościoła rzymskokatolickiego, doktor teologii, historyk Kościoła, działacz niepodległościowy.

## Życiorys
Był synem Wojciecha i Marianny z d. Stasiak. Ukończył Szkołę Handlową Kupiectwa Łódzkiego. Jako uczeń warszawskiego Gimnazjum im. Króla Władysława IV zgłosił się na ochotnika do Wojska Polskiego i brał udział w wojnie polsko-bolszewickiej. Służył w artylerii Wojska Polskiego i wziął udział w walkach na trasie Modlin–Łuniniec. Opisał to pod pseudonimem Stanisław Stasiak we wspomnieniach pt. Bateria-ognia!.
W 1924 roku wstąpił do Seminarium Duchownego w Wilnie. Święcenia kapłańskie otrzymał 21 kwietnia 1929 roku w kaplicy Ostrobramskiej w Wilnie z rąk arcybiskupa Romualda Jałbrzykowskiego.
Od 1925 studiował na Uniwersytecie Stefana Batorego w Wilnie gdzie uzyskał stopień doktora teologii. Jego praca doktorska pt. Kult obrazu N. Marii Panny Ostrobramskiej w dziejowym rozwoju (napisana pod kierunkiem C. Falkowskiego i obroniona w 1930 roku) to efekt wielu lat naukowych badań. Przez kolejne lata kontynuował pracę naukową na temat historii Ostrej Bramy i kultu obrazu Matki Boskiej Ostrobramskiej. Opublikował 11 pozycji dotyczących tej tematyki.
1 stycznia 1939 mianowany kapelanem rezerwy Wojska Polskiego. Po niemieckim i rosyjskim najeździe na Rzeczpospolitą we wrześniu 1939 kontynuował posługę kapłańską. 
Zorganizował w parafii Dziembrów służbę porządkową dla samoobrony ludności przed napadami grasujących tu bojówek komunistycznych. Został za to aresztowany przez władze sowieckie najprawdopodobniej już w październiku 1939 roku. Przetrzymywany w więzieniu w Szczuczynie, a potem w Lidzie. Po niemieckim ataku 22.06.1941 na ZSRR i amnestii w sierpniu 1941 dla polskich więźniów w Rosji nie został zwolniony.
Ostatni raz widziano go wiosną 1941 roku w więzieniu w Mińsku.
Zginął najprawdopodobniej w czasie ewakuacji więźniów z więzienia mińskiego w końcu czerwca 1941 roku.

## Publikacje
- Kazanie Ostrobramskie wygłoszone przez radjo w Ostrej Bramie dnia 5-IV 1930 r., Wilno 1930.
- Dzieje świętej opieki NMP Ostrobramskiej, Wilno 1930.
- O łaskach NMP Ostrobramskiej: studjum historyczne, Wilno 1933.
- Baterja-Ognia! (wydane pod pseudonimem Stanisław Stasiak), Wilno 1933.
- Kult obrazu NMP Ostrobramskiej w dziejowym rozwoju, Wilno 1934.
- Ostra Brama i Żydzi, Wilno 1934.
- Ostra Brama twierdzą Wilna, Wilno 1934.
- O wotach NMP Ostrobramskiej: studium historyczne, Wilno 1934.